# Gorgasia barnesi
Gorgasia barnesi är en fiskart som beskrevs av Robison och Lancraft, 1984. Gorgasia barnesi ingår i släktet Gorgasia och familjen havsålar. Inga underarter finns listade i Catalogue of Life.